# La Chamba
La Chamba é uma comuna francesa na região administrativa de Auvérnia-Ródano-Alpes, no departamento de Loire. Estende-se por uma área de 5,2 km². Em 2010 a comuna tinha 50 habitantes (densidade: 9,6 hab./km²).